# Marilyn Cole
Marilyn Cole (Portsmouth, 5 de juliol de 1949) és la Playmate del Mes de la revista Playboy el gener de 1972. Va ser el primer nu frontal en la revista en les pàgines centrals. També es va convertir en Playmate de l'any en 1973, l'única britànica a ostentar el títol. Va ser fotografiada per Alexas Urba.

## Carrera
Col·le estava treballant per 12 lliures a la setmana en la Co-op Fuel Office de Portsmouth quan va realitzar una entrevista per a ser conilleta ael Club Playboy de Londres. Va treballar com a conilleta de 1971 a 1974, i després d'uns dies treballant, va ser descoberta per Victor Lownes i va realitzar una prova de fotografia per a la revista.
Va aparèixer en la portada de l'àlbum de Roxy Music Stranded en haver-se fixat en ella Bryan Ferry després de guanyar Playmate de l'Any. Prèviament havia aparegut en alguns àlbums del Top of the Pops.

## Vida personal
Va estar casada amb l'ex-executiu de Playboy Victor Lownes fins a la seva mort en 2017, i ara treballa com a periodista. Entre els afers sobre els que escriu, està la boxa professional, que va començar a cobrir en 2000. Els seus interessos inclouen el tango, que va estudiar amb Paul Pellicoro, i és companya de l'actor Brian Cox.

## Filmografia
- Playboy: 50 Years of Playmates (2004) (vídeo)
- Forty Minutes (1990) episodi de televisió
- V.I.P.-Schaukel (1972) episodi de televisió